# Discografia di Jackson Browne
Qui di seguito è presente la discografia del cantante rock statunitense Jackson Browne.

## Album

### Studio
| 1972                                    | Jackson Browne (o anche Saturate Before Using) | 53 | —  | - USA: Platino         |
| 1973                                    | For Everyman                                   | 43 | —  | - USA: Platino         |
| 1974                                    | Late for the Sky                               | 14 | —  | - USA: Platino         |
| 1976                                    | The Pretender                                  | 5  | 26 | - USA: 3 Multi-platino |
| 1980                                    | Hold Out                                       | 1  | 44 | - USA: 2 Multi-platino |
| 1983                                    | Lawyers in Love                                | 8  | 37 | - USA: Platino         |
| 1986                                    | Lives in the Balance                           | 23 | 36 | - USA: Oro             |
| 1989                                    | World in Motion                                | 45 | 39 |                        |
| 1993                                    | I'm Alive                                      | 40 | 35 | - USA: Oro             |
| 1996                                    | Looking East                                   | 36 | 47 |                        |
| 2002                                    | The Naked Ride Home                            | 36 | 53 |                        |
| 2008                                    | Time the Conqueror                             | 20 | 57 |                        |
| 2014                                    | Standing in the Breach                         | 15 | 31 |                        |
| 2021                                    | Downhill from Everywhere                       |    |    |                        |
| "—" denotes releases that did not chart |                                                |    |    |                        |

### Live
| Anno | Album                                                 | Posizione in classifica | Posizione in classifica | Certificazioni         |
| Anno | Album                                                 | USA                     | UK                      | Certificazioni         |
| ---- | ----------------------------------------------------- | ----------------------- | ----------------------- | ---------------------- |
| 1977 | Running on Empty                                      | 3                       | 28                      | - USA: 7 Multi-platino |
| 2005 | Solo Acoustic, Vol. 1                                 | 55                      | 110                     |                        |
| 2008 | Solo Acoustic, Vol. 2                                 | 24                      | 92                      |                        |
| 2010 | Love Is Strange: En vivo con Tino (con David Lindley) | 46                      | 80                      |                        |

### Raccolte
| Anno | Album                                               | Posizione in classifica | Posizione in classifica | Certificazioni |
| Anno | Album                                               | USA                     | UK                      | Certificazioni |
| ---- | --------------------------------------------------- | ----------------------- | ----------------------- | -------------- |
| 1997 | The Next Voice You Hear: The Best of Jackson Browne | 47                      | 99                      | - USA: Platino |
| 2004 | The Very Best of Jackson Browne                     | 46                      | 53                      | - USA: Oro     |

## Singoli
| Anno                                                    | Titolo                               | Posizione in classifica | Posizione in classifica | Posizione in classifica | Posizione in classifica | Posizione in classifica | Posizione in classifica | Album                                                       |
| Anno                                                    | Titolo                               | US                      | US Main                 | US AC                   | UK                      | NZ                      | AU                      | Album                                                       |
| ------------------------------------------------------- | ------------------------------------ | ----------------------- | ----------------------- | ----------------------- | ----------------------- | ----------------------- | ----------------------- | ----------------------------------------------------------- |
| 1972                                                    | Doctor My Eyes                       | 8                       | —                       | 18                      | —                       | —                       | 45                      | Jackson Browne                                              |
| 1972                                                    | Rock Me On the Water                 | 48                      | —                       | —                       | —                       | —                       | —                       | Jackson Browne                                              |
| 1973                                                    | Redneck Friend                       | 85                      | —                       | —                       | —                       | —                       | —                       | For Everyman                                                |
| 1973                                                    | Take It Easy                         | —                       | —                       | —                       | —                       | —                       | —                       | For Everyman                                                |
| 1974                                                    | Walking Slow                         | —                       | —                       | —                       | —                       | —                       | —                       | Late for the Sky                                            |
| 1974                                                    | Fountain of Sorrow                   | —                       | —                       | —                       | —                       | —                       | —                       | Late for the Sky                                            |
| 1977                                                    | Here Come Those Tears Again          | 23                      | —                       | 15                      | —                       | —                       | 93                      | The Pretender                                               |
| 1977                                                    | The Pretender                        | 58                      | —                       | —                       | —                       | —                       | —                       | The Pretender                                               |
| 1978                                                    | Running on Empty                     | 11                      | —                       | —                       | —                       | —                       | 82                      | Running on Empty                                            |
| 1978                                                    | Stay (1977)                          | 20                      | —                       | 47                      | 12                      | 10                      | 58                      | Running on Empty                                            |
| 1978                                                    | You Love the Thunder                 | 109                     | —                       | —                       | —                       | —                       | —                       | Running on Empty                                            |
| 1980                                                    | Boulevard                            | 19                      | —                       | —                       | —                       | —                       | —                       | Hold Out                                                    |
| 1980                                                    | That Girl Could Sing                 | 22                      | —                       | —                       | —                       | —                       | —                       | Hold Out                                                    |
| 1980                                                    | Hold On Hold Out                     | 103                     | —                       | —                       | —                       | —                       | —                       | Hold Out                                                    |
| 1982                                                    | Somebody's Baby                      | 7                       | 4                       | 14                      | —                       | —                       | 26                      | Fast Times at Ridgemont High: Music from the Motion Picture |
| 1983                                                    | Lawyers in Love                      | 13                      | 4                       | 24                      | —                       | —                       | 28                      | Lawyers in Love                                             |
| 1983                                                    | Tender Is the Night                  | 25                      | 18                      | 24                      | —                       | —                       | —                       | Lawyers in Love                                             |
| 1983                                                    | For a Rocker                         | 45                      | 7                       | —                       | —                       | —                       | —                       | Lawyers in Love                                             |
| 1984                                                    | Cut It Away                          | —                       | 37                      | —                       | —                       | —                       | —                       | Lawyers in Love                                             |
| 1986                                                    | For America                          | 30                      | 3                       | 31                      | —                       | —                       | 84                      | Lives In the Balance                                        |
| 1986                                                    | In the Shape of a Heart              | 70                      | 15                      | 10                      | 66                      | —                       | 95                      | Lives In the Balance                                        |
| 1986                                                    | Lives in the Balance                 | —                       | 33                      | —                       | —                       | —                       | —                       | Lives In the Balance                                        |
| 1986                                                    | Black and White                      | —                       | —                       | —                       | —                       | —                       | —                       | Lives In the Balance                                        |
| 1989                                                    | World In Motion                      | —                       | 4                       | —                       | —                       | —                       | —                       | World In Motion                                             |
| 1989                                                    | Chasing You Into the Light           | —                       | 9                       | —                       | —                       | —                       | —                       | World In Motion                                             |
| 1989                                                    | Anything Can Happen                  | —                       | —                       | 23                      | —                       | —                       | —                       | World In Motion                                             |
| 1993                                                    | I'm Alive                            | 118                     | 18                      | 28                      | —                       | —                       | —                       | I'm Alive                                                   |
| 1993                                                    | Miles Away                           | —                       | —                       | —                       | —                       | —                       | —                       | I'm Alive                                                   |
| 1993                                                    | My Problem Is You                    | —                       | —                       | —                       | —                       | —                       | —                       | I'm Alive                                                   |
| 1994                                                    | Everywhere I Go                      | —                       | —                       | —                       | 67                      | —                       | —                       | I'm Alive                                                   |
| 1994                                                    | Sky Blue and Black                   | —                       | —                       | —                       | —                       | —                       | —                       | I'm Alive                                                   |
| 1995                                                    | Let It Be Me (con Timothy B. Schmit) | —                       | —                       | —                       | —                       | —                       | —                       | Bye Bye, Love (colonna sonora)                              |
| 1996                                                    | Some Bridges                         | —                       | —                       | —                       | —                       | —                       | —                       | Looking East                                                |
| 1996                                                    | I'm the Cat                          | —                       | —                       | —                       | —                       | —                       | —                       | Looking East                                                |
| 1997                                                    | The Next Voice You Hear              | —                       | —                       | —                       | —                       | —                       | —                       | The Next Voice You Hear: The Best of Jackson Browne         |
| 1997                                                    | The Rebel Jesus                      | —                       | —                       | —                       | —                       | —                       | —                       | The Next Voice You Hear: The Best of Jackson Browne         |
| 2002                                                    | The Night Inside Me                  | —                       | —                       | 25                      | —                       | —                       | —                       | The Naked Ride Home                                         |
| 2003                                                    | About My Imagination                 | —                       | —                       | —                       | —                       | —                       | —                       | The Naked Ride Home                                         |
| 2005                                                    | Lives in the Balance (Live)          | —                       | —                       | —                       | —                       | —                       | —                       | Solo Acoustic, Vol. 1                                       |
| 2009                                                    | Here                                 | —                       | —                       | —                       | —                       | —                       | —                       | Shrink (film)                                               |
| 2011                                                    | You Know the Night                   | —                       | —                       | —                       | —                       | —                       | —                       | Note of Hope - A Celebration of Woody Guthrie               |
| "—" denota i singoli che non sono entrati in classifica |                                      |                         |                         |                         |                         |                         |                         |                                                             |

### Come ospite
| Anno | Singolo                        | Artista                       | Posizione in classifica | Posizione in classifica | Posizione in classifica | Posizione in classifica | Album        |
| Anno | Singolo                        | Artista                       | USA                     | US Rock                 | US AC                   | AUS                     | Album        |
| ---- | ------------------------------ | ----------------------------- | ----------------------- | ----------------------- | ----------------------- | ----------------------- | ------------ |
| 1985 | You're a Friend of Mine        | Clarence Clemons              | 18                      | 16                      | 21                      | 9                       | Hero         |
| 2006 | World In Motion/Yes We Can Can | Fred Martin & The Levite Camp | —                       | —                       | —                       | —                       | Some Bridges |

## Altre apparizioni
| 1980 | The Crow On The Cradle (con Graham Nash) Before The Deluge   | No Nukes: The Muse Concerts For A Non-Nuclear Future             |
| 1989 | con Roy Orbison e altri                                      | A Black & White Night Live                                       |
| 1990 | Across The Borderline (con Bruce Springsteen & Bonnie Raitt) | Christic Institute Benefit Concert                               |
| 1990 | First Girl I Loved                                           | Rubaiyat: Elektra's 40th Anniversary                             |
| 1991 | Golden Slumbers (con Jennifer Warnes)                        | For Our Children: 10th Anniversary Edition                       |
| 1996 | Redemption Song                                              | Concert For The Rock And Roll Hall Of Fame                       |
| 1998 | I've Been The One                                            | Rock & Roll Doctor: A Tribute To Lowell George                   |
| 1998 | Kisses Sweeter Than Wine (con Bonnie Raitt)"                 | The Songs Of Pete Seeger :: Where Have All The Flowers Gone?     |
| 2001 | Guantanamera (con Joan Baez)                                 | The Songs Of Pete Seeger :: If I Had A Song...                   |
| 2004 | Poor Poor Pitiful Me (con Bonnie Raitt)                      | Enjoy Every Sandwich: The Songs of Warren Zevon                  |
| 2007 | Oh My Love                                                   | Instant Karma: The Amnesty International Campaign To Save Darfur |
| 2010 | The Pretender (con Crosby, Stills & Nash)                    | The 25th Anniversary Rock & Roll Hall Of Fame Concerts           |
| 2011 | True Love Ways                                               | Listen to Me: Buddy Holly                                        |